# Service de contrôle et d'assistance en France des indigènes des colonies
Le service de contrôle et d'assistance en France des indigènes des colonies est une institution française, existant de 1916 à 1957 dont le rôle est de surveiller les personnes issues des colonies françaises vivant en Métropole. 

## Histoire
Créé en 1923 sous la dépendance du ministère de la guerre, il passe sous la tutelle du ministère des colonies en 1917.